# Rowlandius vinai
Pour les articles homonymes, voir Vinai.
Espèce
Rowlandius vinai est une espèce de schizomides de la famille des Hubbardiidae.

## Distribution
Cette espèce est endémique de la province de Santiago de Cuba à Cuba,. Elle se rencontre vers Tercer Frente dans la Sierra Maestra.

## Description
Le mâle holotype mesure 3,23 mm.

## Étymologie
Cette espèce est nommée en l'honneur de Rolando Viña Montes de Oca.

## Publication originale
- Teruel, 2003 : Adiciones a la fauna cubana de esquizómidos, con la descripción de un nuevo género y nueve especies nuevas de Hubbardiidae. (Arachnida: Schizomida). Revista Ibérica de Aracnología, vol. 7, p. 39–69 (texte intégral).